# La Azulita
La Azulita est une ville du Venezuela, chef-lieu de la municipalité de Andrés Bello dans l'État de Mérida. Sa population avoisine les 6 000 habitants.

## Géographie
La ville est située à environ 75 kilomètres de Mérida, la capitale de l’État.

## Histoire
La ville est fondée en 1826 sous le nom de Hoyada de los Molinos par Juan Nepomuceno et les frères Francisco et Ramón Uzcátegui Escobar. En raison des troubles politiques du pays, la population disparaît si bien que la localité est fondée de nouveau en 1866 sous son nom actuel La Azulita, en référence à la couleur des montages environnantes, azul signifiant bleu en espagnol.

## Économie
L'économie locale est tournée vers la culture du café et l'écotourisme en raison de la proximité des montagnes des Andes vénézuéliennes.

## Culture
Les principales fêtes locales ont lieu le dernier dimanche d'octobre (fête des Indiens Cospes) et le 8 décembre pour célébrer l'Immaculée Conception.

### Patrimoine
- Église de l'Immaculée Conception (Iglesia Inmaculada Concepción)
- Cascade du parc touristique La Palmita

## Personnalités liées
- Ramón Lobo (né en 1967) : économiste et homme politique, ministre de l'Économie et des Finances.

## Sources
- (es) Cet article est partiellement ou en totalité issu de l’article de Wikipédia en espagnol intitulé « La Azulita » (voir la liste des auteurs).